# 白瑜 (萬曆進士)
白瑜（1554年—1623年），字师清，又字绍明，號忠甫，直隸永平府人。明朝政治人物，官至刑部侍郎。

## 生平
萬曆十三年（1585年）乙酉科順天鄉試第三十七名舉人。萬歷二十三年（1595年）乙未科會試第二百五名，廷試三甲第一百十六名進士。都察院觀政，改翰林院庶吉士，二十五年授兵科給事中。二十六年丁父憂，二十九年七月復除兵科，累遷工科都給事中。帝於射場營建乾德臺，白瑜抗疏力諫，又再疏請斥中官王朝、陳永壽，神宗極度不滿。白瑜又論治河當專任，被責，謫廣西布政使照磨。以疾歸。
光宗即位，起爲光祿寺少卿，三遷太常寺卿。給事中倪思輝、朱欽相，御史王心一以直言被謫，白瑜抗疏論救。
天啟二年（1622年），由通政使拜刑部右侍郎，署部事。次年進左侍郎。卒於官。贈尚書。《明史》有傳。

## 家族
曾祖白绘。祖父白堇，贈南京錦衣衛知事。父白鑰，南京錦衣衛知事。母劉氏。具庆下。兄白珩。弟白璞。子白养粹、白养元。